# 中共中央关于改组北京市委的决定
中共中央关于改组北京市委的决定，简称关于改组北京市委的决定，是1966年中共中央发布的一件政治文件。

## 概述
1966年6月4日，《人民日报》公布的中共中央的决定，改组中共北京市委最早是毛泽东提出的。1966年3月底，毛泽东同康生谈话时说，如果彭真、北京市委“再包庇坏人”（吴晗），“北京市委要解散”。当时彭真和北京市委则为吴晗作了辩护，拒绝了毛泽东的批评。此事联系到所谓“彭罗陆杨反党集团”的问题，5月政治局扩大会议决定改组中共北京市委，免除了市委第一书记彭真、第二书记刘仁等市委负责人的职务。任命华北局第一书记李雪峰兼为北京市委第一书记，吉林省委第一书记吴德为北京市委书记，重新组成了中共北京市委的领导班子。
然而，新的中共北京市委在当时的情况下，也很难正常工作，很快就陷于瘫痪，不到一年就被新成立的北京市革命委员会所取代。